# Авельянеда (округ)
Округ Авельяне́да (ісп. Partido de Avellaneda) — адміністративно-територіальна одиниця провінції Буенос-Айрес в центральній Аргентині. Адміністративний центр округу — Авельянеда.
Населення округу становить 367 554 осіб (2022). Площа — 56,2 кв. км.

## Історія
Округ заснований 1852 року.
Адміністративна одиниця утворена указом губернатора Росаса з назвою Барракас-аль-Суд. Остаточні межі були встановлені 1944 року.

## Населення
У 2010 році населення становило 342677 осіб. З них чоловіків — 162264, жінок — 180413.

## Політика
Авельянеда належить до 3-ого виборчого сектору провінції Буенос-Айрес.